# Ирригатор (футбольный клуб)
Ирригатор — туркменский футбольный клуб из Туркменабада. Создан не позднее 1965 года.

## Названия
- до 1967 — «Захмет» (Чарджоу);
- 1968—1991 — «Ирригатор» (Чарджоу);
- 1992—1998 — «Ирригатор» (Чарджев);
- с 1999 — «Ирригатор» (Туркменабад).

## Достижения
- 15-е место во Второй лиге/в зоне Союзных республик класса «Б» (1966).